# كريستوفر روبن ميلن
كريستوفر روبن ميلن (21 أغسطس 1920 - 20 أبريل 1996) هو ابن المؤلف ألان ألكسندر ميلن. كطفل، كان هو أساس شخصية كريستوفر روبن في قصص والدهويني-ذا-بوه وكذلك كتابين من القصائد.

## النشأة
ولد كريستوفر روبن ميلن في 11 شارع مالورد، تشيلسي، لندن للمؤلف آلان ألكسندر ميلن ودوروثي ميلن. 
كان والداه يتوقعان أن يكون الطفل فتاة، وقد اختاروا اسم روزماري لها. ولكن عندما إتضح أنها صبي، كانوا في البداية يريدون دعوته باسم بيلي ولكنهم أحسوا أن هذا غير رسمي جداً. أعطوه إسمين أوليين للمساعدة على تمييزه عن أل ميلنز الآخرين؛ اختار كل والديه اسماً على الرغم من أنه كان اسمه رسمياً كريستوفر روبن، كثيراً ما أشار إليه باسم «بيلي». عندما بدأ الحديث، قرر أن يكون اسمه مون بدلاً من بيلي. عائلته غالباً ما كانت تقول بيلي أو مون أو بيلي مون. في وقت لاحق أصبح يعرف ببساطة باسمه الحقيقي كريستوفر.
كان ميلن يستهين بنفسه، مردداً عدة مرات أنه «بليد»، ولكنه كان ذكياً جداً لصبي في سنه. كان سبب إنكاره لذكائه هو عد قدرته على حل المعادلات المعقدة بسهولة أو بصعوبة قليلة، كان يركز على التي أبسط منها بكثير.
اكتسب ميلن من والدته موهبة العمل بيديه. كان يملك مجموعة أدوات صغيرة، كان يستخدمها لتفكيك القفل على باب الحضانة عندما كان في السابعة من عمره. وبحلول سن العاشرة، كان قد قام بإصلاح ساعة جدة وجعل مسدس لعب للأطفال يطلق الذخيرة كالبندقية الحقيقية.

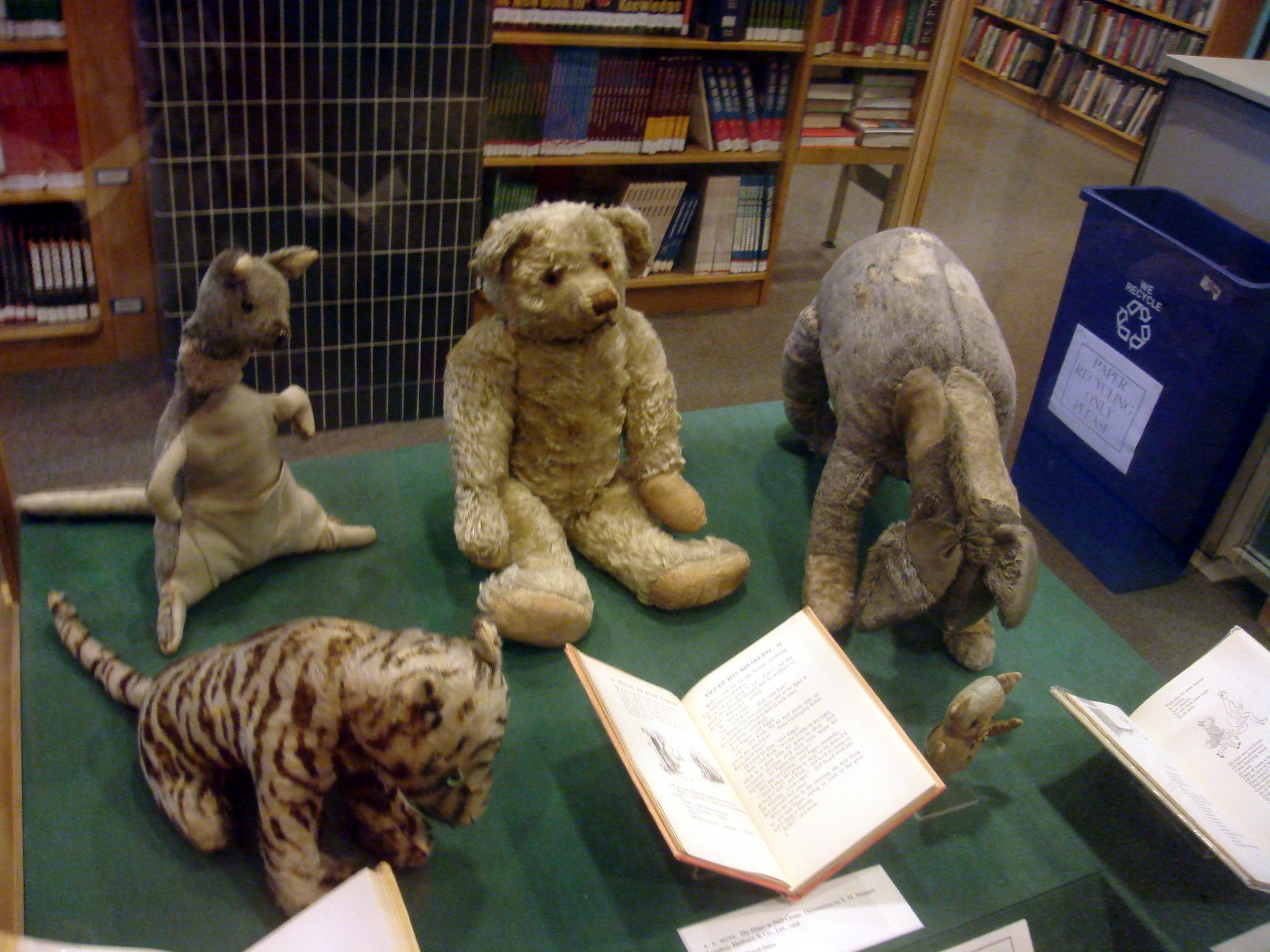
الألعاب المحشوة الحقيقية التي يملكها كريستوفر روبن ميلن وظهرت في قصص ويني-بوه. وقد تم عرضها في مكتبة نيويورك العامة في مدينة نيويورك منذ عام 1987.

### الوفاة
عاش ميلن لعدة سنوات مع مرضالوهن العضلي الوبيل، وتوفي في نومه في 20 أبريل 1996 في توتنيس، ديفون، حيث كان يبلغ من العمر 75 عاماً. وبعد وفاته وصفته إحدى الصحف بأنه «ملحد مكرس».

## وصلات خارجية
- Obituary in The Independent